# Семюел Гамільтон Вокер
Семюел Гамільтон Вокер (англ. Samuel Hamilton Walker; 24 лютого 1817, Топінґ Касл, Мериленд, США — 9 жовтня 1847, Уамантла, Тласкала, Мексика) — капітан Техаських рейнджерів, офіцер армій Республіки Техас та Сполучених Штатів. Вокер побував у декількох військових конфліктах, в тому числі у індіанських та мексикансько-американських війнах.

## Життєпис
Вокер народився 24 лютого 1817 у Топінг Касл у Мериленді у родині Натана та Елізабет (Томас) Вокерів і був п'ятим з семи дітей.

### На військовій службі
У 1842 році Вокер прибув у Техас де взяв участь, під командуванням Адріана Волла, у захисті від мексиканського вторгнення. У 1844 він вступив у ряди Техаських Рейнджерів якими командував капітан Джон Коффі Гейс. Отримавши звання капітана, пізніше він очолив підрозділ Рейнджерів за часів мексикансько-американської війни разом з арміями генералів Захарі Тейлора та Вінфілда Скотта.
Вокер взяв участь у експедиції Мієера і зміг вижити у інциденті Блек Бін.

## Walker Colt
Вокер найбільше відомий як співавтор знаменитого револьвера Walker Colt, разом з виробником зброї Семюелом Кольтом. Вокер власним коштом вирушив до Нью-Йорка, щоб зустрітися з Кольтом і запропонував тому зброю, яка базувалася на популярному, на той час, п'ятизарядному револьвері Colt Paterson, з великою кількістю поліпшень, наприклад шостий набій у барабані. У 1847 було створено новий револьвер. Компанія United States Mounted Rifle companies were provided with the new weapons, which proved to be extremely effective.

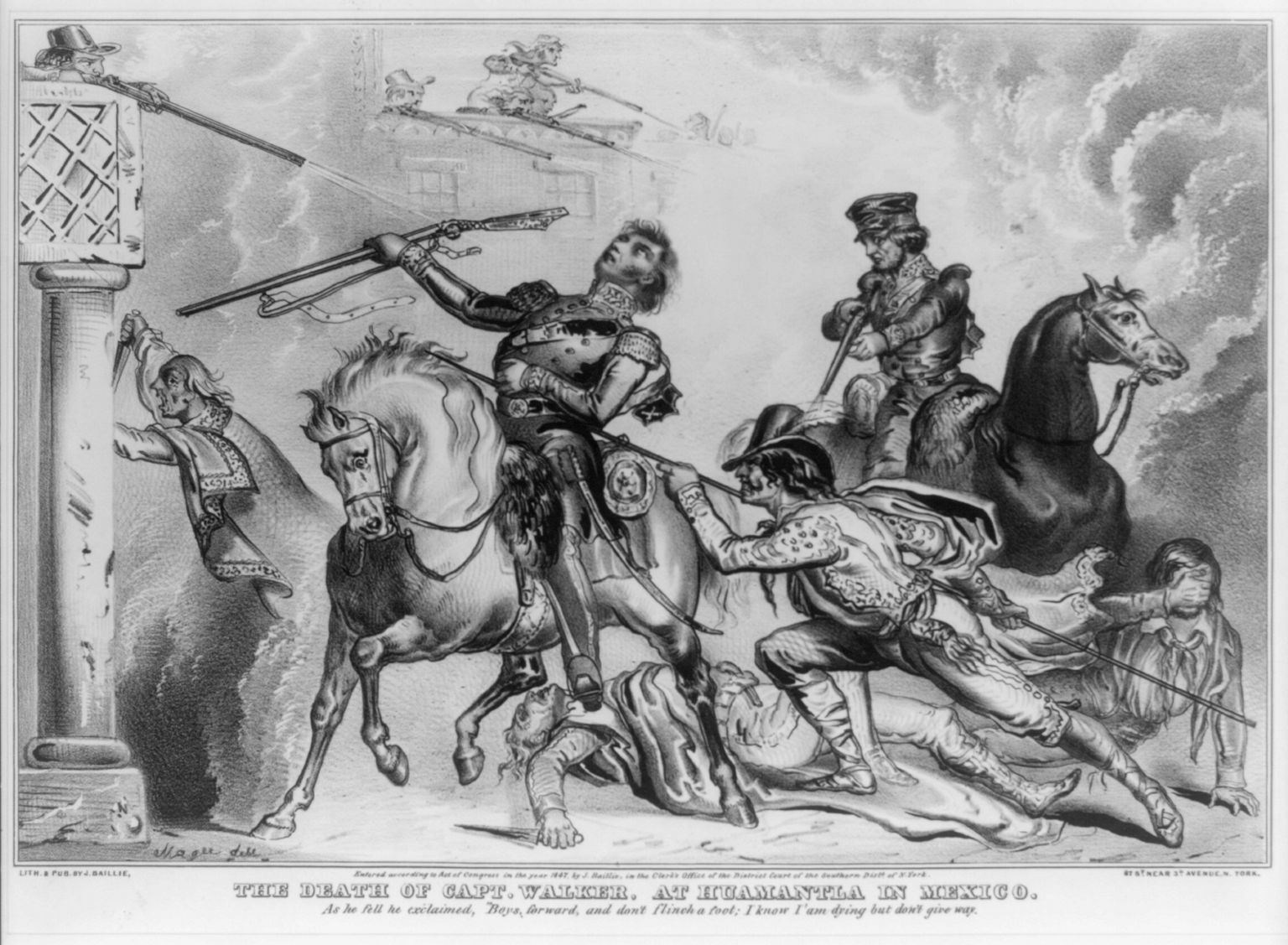
Смерть капітана Вокера

## Смерть
9 жовтня 1847 Вокера було вбито в Уамантла, штат Тласкала, коли вів війська у битві при Уатмантла під час американсько-мексиканської війни. Його застрелили з дробовика з балкона, хоча популярна легенда часто стверджує, що зброєю був спис.
У 1848 його останки були перенесені в Сан-Антоніо. 21 квітня 1856 його було перепоховано на цвинтарі Одд Феллоус у Сан-Антоніо.